# Reggiane Re.2003
Reggiane Re.2003 là một sự phát triển xa hơn của loại máy bay tiêm kích bom Reggiane Re.2002. Nó được phát triển nhằm thay thế cho loại IMAM Ro.37 đã lỗi thời.

## Tính năng kỹ chiến thuật
Đặc điểm tổng quát
- Kíp lái: 2
- Chiều dài: 25,5 ft (8,08 m)
- Sải cánh: 36 ft 1 in (11 m)
- Chiều cao: 10,5 ft (3,2 m)
- Diện tích cánh: 219,58 sq.ft (20,40 sq.m)
- Trọng lượng rỗng: 5.445 lb (2.470 kg)
- Trọng lượng có tải: 7.319 lb (3.320 kg)
- Động cơ: 1 × Piaggio P. XI RC 40 Bis, 1.175 hp (876 kW)

 Hiệu suất bay 
- Vận tốc cực đại: 316 mp/h (275 kts) (510 km/h)
- Tầm bay: 447 dặm (720 km)
- Trần bay: 32.000 ft (9.800 m)

Trang bị vũ khí

- Súng: Reggiane Re.2003

  - 2 × 12.7mm
  - 2 × 7.7mm
- Bom: 

  - 500 kg